# Олд-Брідж (переписна місцевість, Нью-Джерсі)
Олд-Брідж (англ. Old Bridge) — переписна місцевість (CDP) в США, в окрузі Міддлсекс штату Нью-Джерсі. Населення — 27 210 осіб (2020).

## Географія
Олд-Брідж розташований за координатами 40°23′48″ пн. ш. 74°20′4″ зх. д. / 40.39667° пн. ш. 74.33444° зх. д. (40.396577, -74.334317).  За даними Бюро перепису населення США в 2010 році переписна місцевість мала площу 18,84 км², з яких 18,39 км² — суходіл та 0,45 км² — водойми.

## Демографія
Згідно з переписом 2010 року, у переписній місцевості мешкали 23 753 особи в 7775 домогосподарствах у складі 6364 родин. Густота населення становила 1261 особа/км².  Було 7987 помешкань (424/км²).
Расовий склад населення:
| - 79,6 % — білих - 11,1 % — азіатів - 4,4 % — чорних або афроамериканців - 0,2 % — корінних американців - 2,6 % — осіб інших рас |

До двох чи більше рас належало 2,2 %. Частка іспаномовних становила 11,0 % від усіх жителів.
За віковим діапазоном населення розподілялося таким чином: 24,8 % — особи молодші 18 років, 62,5 % — особи у віці 18—64 років, 12,7 % — особи у віці 65 років та старші. Медіана віку мешканця становила 40,2 року. На 100 осіб жіночої статі у переписній місцевості припадало 96,9 чоловіків;  на 100 жінок у віці від 18 років та старших — 93,7 чоловіків також старших 18 років.
Середній дохід на одне домашнє господарство  становив 109 432 долари США (медіана — 99 422), а середній дохід на одну сім'ю — 117 239 доларів (медіана — 109 858). Медіана доходів становила 79 474 долари для чоловіків та 51 662 долари для жінок. За межею бідності перебувало 3,3 % осіб, у тому числі 2,6 % дітей у віці до 18 років та 4,0 % осіб у віці 65 років та старших.
Цивільне працевлаштоване населення становило 11 844 особи. Основні галузі зайнятості: освіта, охорона здоров'я та соціальна допомога — 21,3 %, фінанси, страхування та нерухомість — 13,4 %, науковці, спеціалісти, менеджери — 12,9 %, роздрібна торгівля — 12,7 %.